# Ewgenija Radanowa
Ewgenija Nikołowa Radanowa, bułg. Евгения Николова Раданова (ur. 4 listopada 1977 w Sofii) – bułgarska łyżwiarka szybka specjalizująca się w short tracku, trzykrotna medalistka zimowych igrzysk olimpijskich, w 2014 minister młodzieży i sportu.

## Życiorys
Łyżwiarstwo szybkie uprawiała w latach 1987–2010. Była zawodniczką klubu sportowego Sławia Sofia. Specjalizowała się głównie w short tracku na 500 m, kilkakrotnie poprawiając rekord świata. Pięciokrotnie wystąpiła na zimowych igrzyskach olimpijskich. Wywalczyła na nich srebrne medale na dystansie 500 m (w 2002 i 2006) oraz brązowy medal na dystansie 1500 m (2002). Zdobywała wielokrotnie medale mistrzostw świata i mistrzostw Europy. Jako pierwszy bułgarski sportowiec uczestniczyła zarówno w zimowych, jak i letnich igrzyskach olimpijskich – w 2004 w Atenach startowała w jednej z konkurencji kolarstwa torowego.
Ukończyła studia na Narodowej Akademii Sportu w Sofii. W 2006 nominowana na porucznika w bułgarskich siłach zbrojnych, została także członkinią Bułgarskiego Komitetu Olimpijskiego.
W sierpniu 2014 objęła urząd ministra młodzieży i sportu w przejściowym gabinecie, którym kierował Georgi Bliznaszki. Sprawowała go do czasu powołania nowego rządu w listopadzie tego samego roku.

## Występy na igrzyskach olimpijskich

### Short track
- Lillehammer 1994: 500 m – 23. miejsce, 1000 m – 21. miejsce
- Nagano 1998: 500 m – 14. miejsce, 1000 m – 11. miejsce
- Salt Lake City 2002: 500 m – 2. miejsce, 1000 m – 5. miejsce, 1500 m – 3. miejsce, sztafeta 3000 m – 6. miejsce
- Turyn 2006: 500 m – 2. miejsce, 1000 m – nieklasyfikowana, 1500 m – 6. miejsce
- Vancouver 2010: 500 m – 9. miejsce, 1000 m – 25. miejsce, 1500 m – 7. miejsce

### Kolarstwo torowe
- Ateny 2004: sprint – 12. miejsce